# Популярная механика
«Популярная механика» (англ. Popular Mechanics) — международный научно-популярный журнал. Первый номер англоязычной версии был выпущен 11 января 1902 года. С 1958 года владельцем журнала стала корпорация Hearst Corporation.
Содержит новости науки и техники: новые технологии, наука, оружие, авиация, космос, автомобили. Все номера «Популярной Механики», начиная с 1905 года, можно прочитать в Google Books.
Журнал издаётся на нескольких языках, в том числе с 1946 года — на французском, с середины 1980-х годов — на японском, имеется южно-африканское издание. Некоторые региональные издания были закрыты: на немецком языке журнал издавался с 1956 по 1962 год, на испанском — с 1947 по 2010 год.
В 2002 году была основана российская версия, но в 2022 году после вторжения России в Украину владелец отозвал лицензию, из-за чего российская версия была переименована в TechInsider.